# テツカエデ
テツカエデ（鉄楓、学名: Acer nipponicum）はムクロジ科カエデ属の落葉小高木ないし落葉高木。同じ株に両性花と雄花が出る雄性同株、ときに両性花の株と雄花の株が別にある雄性異株。

## 分布と生育環境
日本固有種。本州の岩手県・秋田県以南、四国および九州に分布し、寒冷な山地の沢沿いから山地中腹に生育する。珍しいカエデで、雪が多い地方に生える。

## 特徴
落葉広葉樹の小高木から高木。樹高は10メートル (m) から18 mに達する。冬芽の鱗片は2対ある。今年枝には褐色の毛が密生するが、後に落ちる。
葉は長さ2 - 11センチメートル (cm) の葉柄をもって対生する。葉身は5角形で、長さ6 - 15 cm、幅5 - 16 cm、浅く3 - 5裂し、裂片の先端は尾状、基部は浅心形から切形になり、葉縁には細かく鋭い重鋸歯がある。葉の表面は無毛で葉脈は窪み、裏面の脈腋と脈上に赤褐色の縮毛が生え、ときに裏面全面に短毛が密生する。葉はウリハダカエデによく似るが、葉がより大きく、葉柄は長くて上面に溝はない。秋には黄色に紅葉し、次第にくすんで茶色になる。
花期は6 - 8月。長さ10 - 20 cmの円柱形の花序を有花枝の先端から下垂させる。花は花序に400 - 1000個つき、黄緑色になる。花弁、萼片は5個、雄蕊は8個ある。子房には赤褐色の短毛が密生し、2分する花柱は鉤状に外曲する。果期は8 - 10月。果実は翼果で2個の分果からなり、分果の長さは2.5 - 3.5 cmになる。
- 葉と花序
- 花序
- 2分する花柱がみえる

## 下位分類
- ナンゴクテツカエデ Acer nipponicum H.Hara subsp. nipponicum var. australe T.Yamaz. 基準産地-徳島県剣山
- コウシンテツカエデ Acer nipponicum H.Hara subsp. orientale T.Yamaz. var. koshinense T.Yamaz. 基準産地-長野県飯田市池口岳
- キタノテツカエデ Acer nipponicum H.Hara subsp. orientale T.Yamaz. var. orientale T.Yamaz. 基準産地-新潟県飯豊山